# Siende, Tuhundra, Åkerbo och Snevringe domsaga
Siende, Tuhundra, Åkerbo och Snevringe domsaga, före 1718 benämnd Siende, Tuhundra och Åkerbo domsaga, var en domsaga i Västmanlands län. Den bildades 1680 och 1718 tillfördes Snevringe tingslag från Strömsholms läns domsaga. Domsagan delades 1796 upp i Siende, Tuhundra och Snevringe domsaga och Åkerbo domsaga.
Domsagan lydde under Svea hovrätts domkrets.

## Härader
Domsagan omfattade:
- Siende härad
- Tuhundra härad
- Snevringe härad från 1718
- Åkerbo härad

## Tingslag
- Snevringe tingslag från 1718
- Siende tingslag
- Tuhundra tingslag
- Åkerbo tingslag